# 潘州 (唐朝)
潘州，中国唐朝时始置的州。
贞观八年（634年）改南宕州置潘州，治所在茂名县（今广东省高州市）。下辖三县：茂名县、南巴县（今广东省电白县观珠镇）、毛山县（後改为潘水县，今广东省高州市分界镇）。辖境相当今广东省茂名市及电白县、高州市、吴川市等市县地。天宝、至德时曾改为南潘郡。北宋开宝五年（972年）省入高州。
潘州刺史
- 冯智玳（650年—662年）
- 冯子猷（唐高宗时）
- 冯口思（武周时）
- 潘明威（开元年间）
- 浑徽（唐代宗时）
- 安靖（大和年间）
- 颜諲（元和年间）
- 郭顺（888年）